# Hřensko
Hřensko (niem. Herrnskretschen) – wieś w północnych Czechach, w kraju usteckim, powiecie Děčín, nad rzekami Łabą i Kamenicą.

## Położenie
Hřensko położone jest w północnych Czechach na granicy czesko-niemieckiej, około 12 km na północ od miasta Děčín, przy ujściu rzeki Kamenice do Łaby. Leży u podnóża pasma Děčínská vrchovina, na wysokości od 115 m n.p.m. (najniższej położone miejsce w Czechach). Położona jest między obszarem chronionego krajobrazu Łabskie Piaskowce (czes.: Labské pískovce) po południowej stronie, a Parkiem Narodowym Czeska Szwajcaria (czes.: České Švýcarsko) po stronie północnej.

## Charakterystyka
Miejscowość rozciągnięta jest wzdłuż drogi i rzeki Kamienice. Położona w ciasnym, skalnym kanionie, którego skalne ściany górują nad miejscowością na kilkadziesiąt metrów. Charakteryzuje się wąską i skupioną zabudową budynków po obu stronach rzeki i drogi, wciśniętych w skalne wnęki w pionowych ścianach wąwozu. Powierzchnia miejscowości wynosi 19,88 km², zamieszkuje w niej niewiele ponad 360 mieszkańców. Miejscowość jest końcową stacją transportu wodnego na Łabie na terenie Czech. Na prawym brzegu Łaby znajduje się czesko-niemieckie drogowe przejście graniczne pomiędzy miejscowościami Schmilka a Hřensko.

## Historia
Pierwotnie była to mała osada flisaków i drwali, w której znajdowały się magazyny drewna, które stanowiło podstawowe dobro tej okolicy. Pierwsza wzmianka o miejscowości pochodzi z 1475 r. Odnotowano w niej istnienie karczmy związanej ze spławem drewna. Z początkiem XVI wieku nastąpiło dalsze osadnictwo ludności, trudniącej się wyrębem i spławem drewna. W tym okresie właścicielami miejscowości byli Salhasenové, po ich zadłużeniu i bankructwie, w 1612 roku Hřensko nabył Jan z Vartemberka, a od 1664 r. właścicielami wsi byli Clary-Aldringenowie. Po śmierci generała Jana Aldringena majątek rozdzielony został między potomstwo, co sprawiło, że obywatele Hřenska należeli pod czterech właścicieli. W XVII wieku Hřensko stało się ważnym ośrodkiem przerobu drewna. W początkach XVIII wieku pracowały tu cztery tartaki, jeden z nich w 1892 roku w czasie epidemii cholery został zamieniony na szpital.
Pierwsi turyści pojawili się w Hřensku w XIX wieku. Przyciągał ich uroczy i romantyczny krajobraz, który stał się wielką atrakcją i drugim dobrem tej okolicy. Działalność zarobkową w ruchu turystycznym zapoczątkował Clary-Aldringen, lecz komercyjną działalność turystyczną w okolicy Hřenska rozwinęła rodzina Thunów, która w 1826 r. wydała pierwszy przewodnik po okolicy. W latach 30. XIX wieku, w odpowiedzi na działalność Thunów, rodzina Clary-Aldrigenów dokonała przebudowy dróg z Hřenska do Bramy Pravčickiej, wspierała budowę hoteli, pensjonatów i gościńców. W 1879 r. w Hřensku i Vysokiej Lípie, na wzór towarzystw alpejskich, powstały oddziały Towarzystwa Górskiego Szwajcarii Czeskiej (niem.Gebirgsverein für die Böhmische Schweiz). Grupa hřenska liczyła 92 członków, a jej przewodniczącym był Anton Clary. Członkowie towarzystwa budowali szlaki, mostki, schrony turystyczne i wieże widokowe, stawiali ławki, poręcze, drogowskazy, wyznaczali szlaki turystyczne, wydawali druki szkoleniowe, organizowali spotkania i wycieczki. W 1884 r. udostępniono do zwiedzania atrakcyjne wąwozy. Powstała firma Gustav Kreibich zajmująca się sprzedażą kart pocztowych i fotografii Hřenska. W późniejszym okresie mieszkańcy trudnili się tkactwem, wyrobem sukna, obróbką drewna, wyrobem szkła i tabaki oraz transportem soli. W XIX wieku jedynym zakładem przemysłowym była fabryka chemiczna wyrabiająca farby do farbowania wełny, lnu i jedwabiu, którą przemieniono na zakład produkcji nici, funkcjonujący do 1945 r. Obecnie Hřensko jest miejscowością turystyczną i rekreacyjno-wypoczynkową.

## Zabytki
- Kościół św. Jana Nepomucena z 1786 r.
- Drewniane zabudowania wciśnięte we wnęki skalne.
- Mosty i budowle wodne.
- Cmentarz z kaplicą św. Klary.

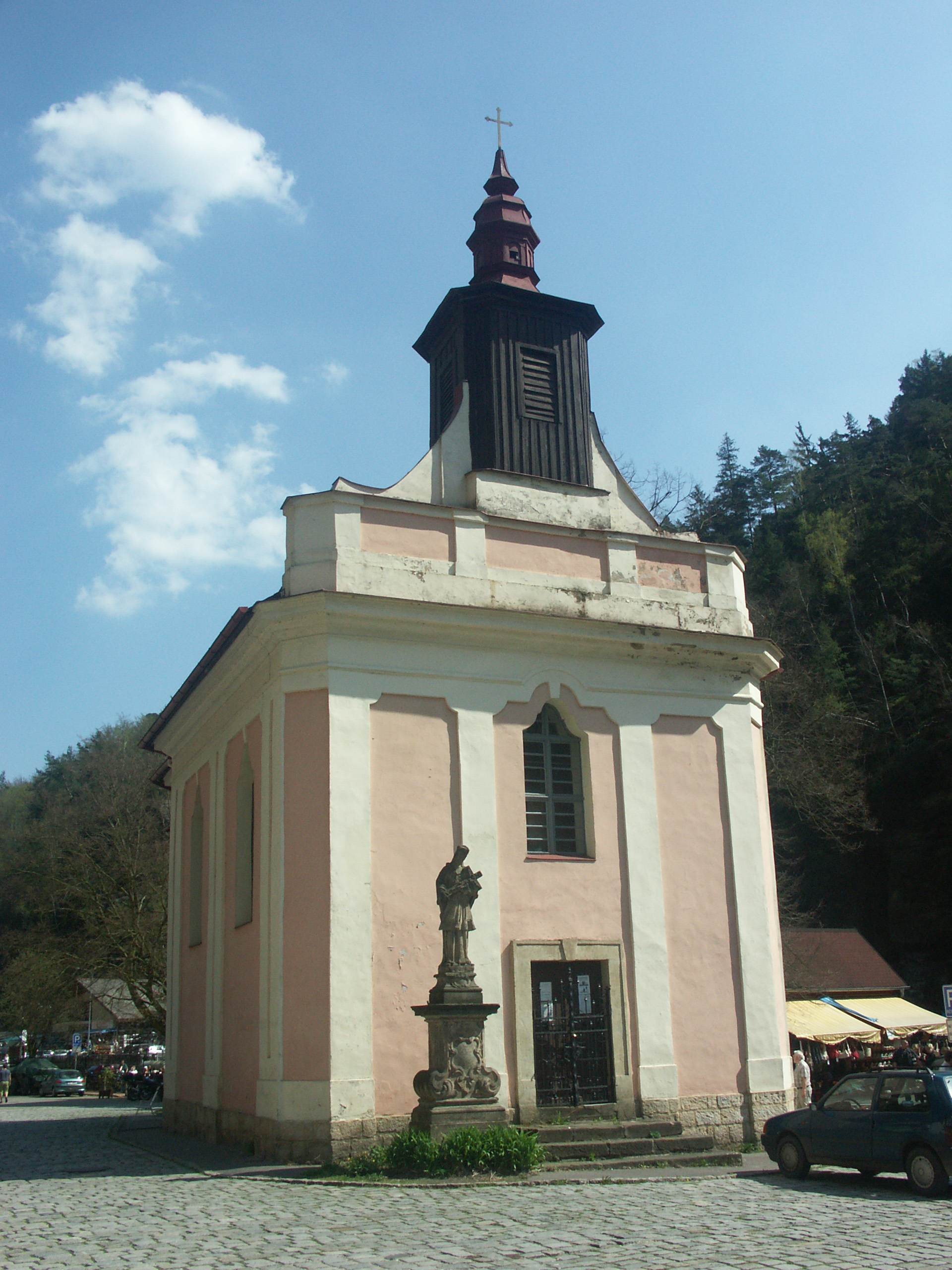
Kościół św. Jana Nepomucena
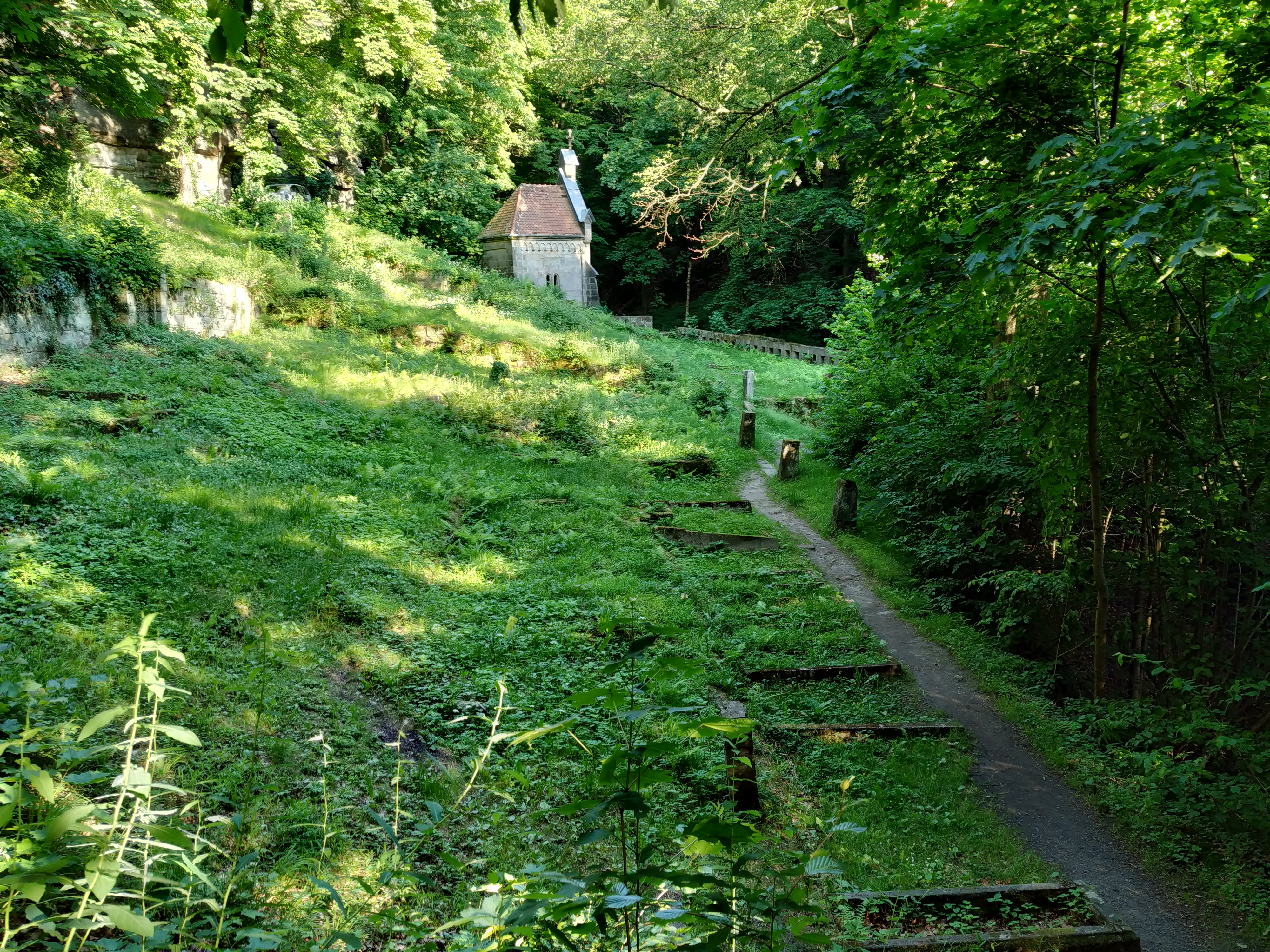
Cmentarz z kaplicą
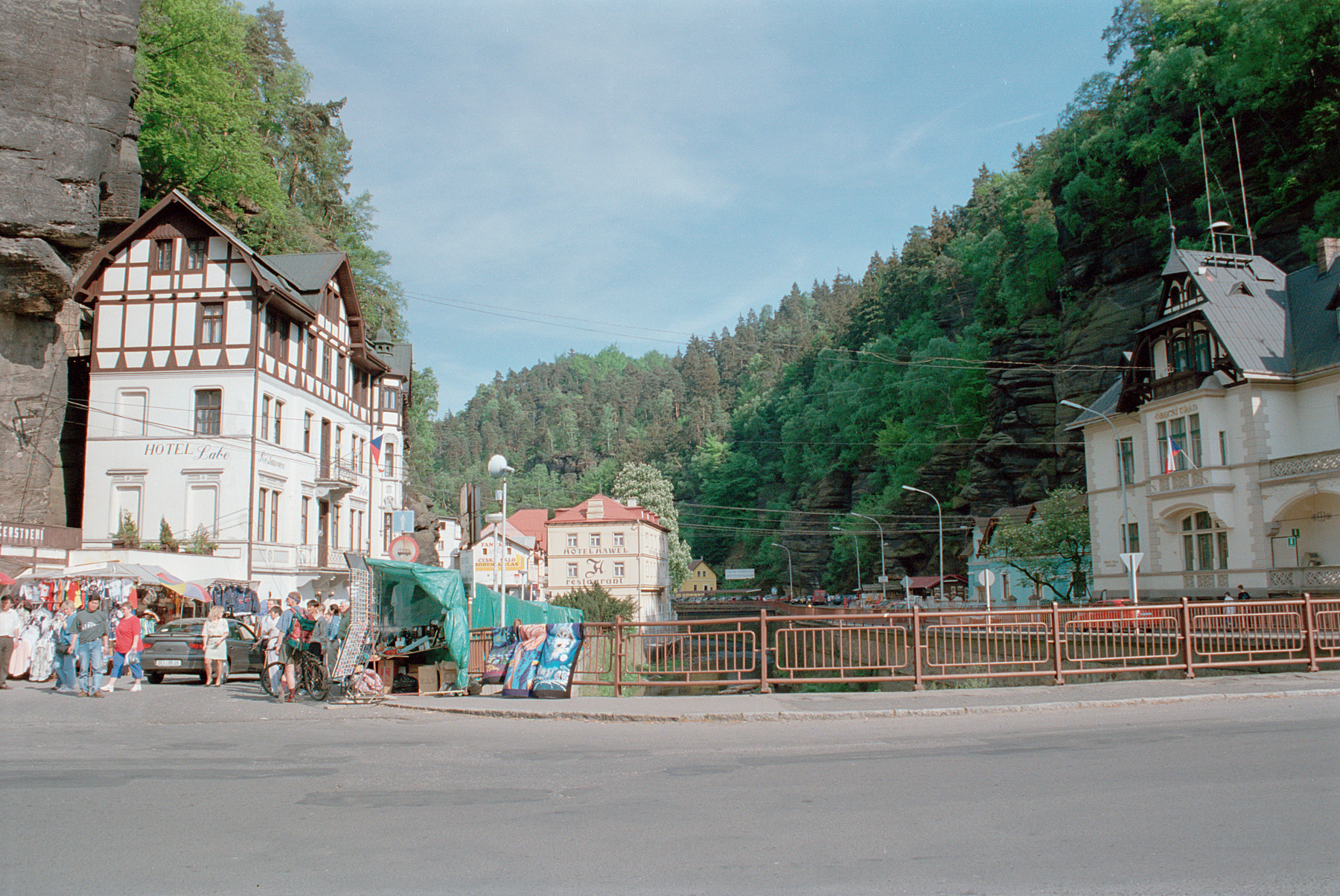
Domy nad rzeką
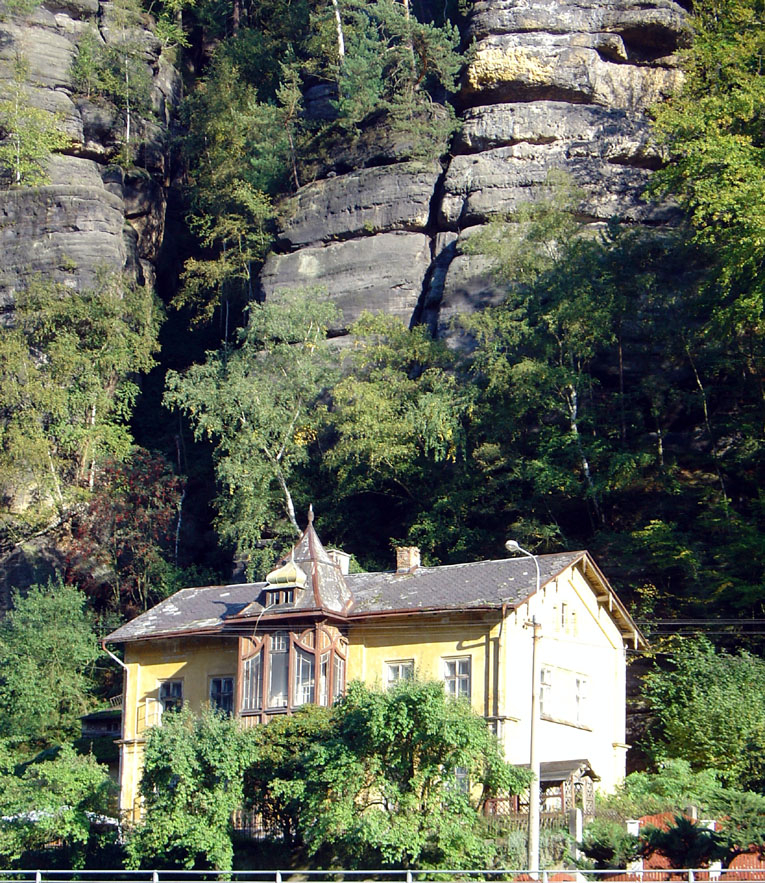
Stary dom pod skałą
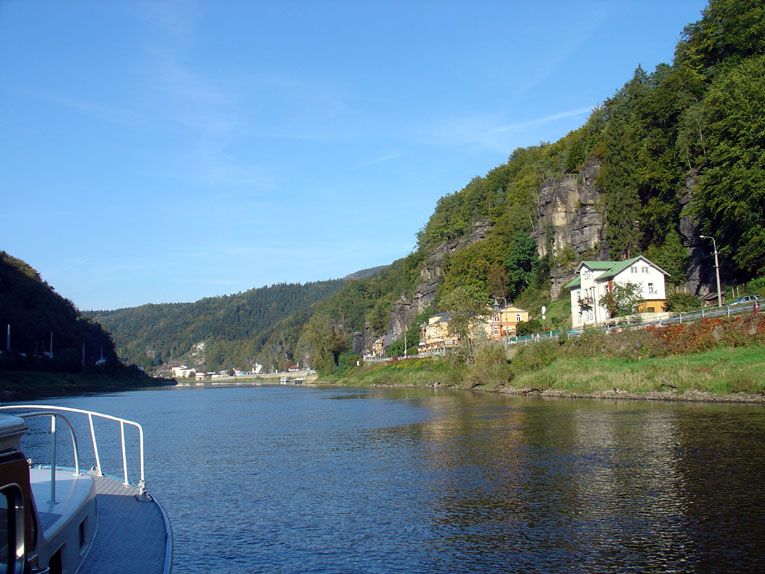
Łaba

## Turystyka
Hřensko stanowi turystyczny punkt wyjściowy wycieczek do rezerwatu przyrody Łabskie piaskowce (czes.: Labské pískovce) oraz słynnej Bramy Prawczyckiej (czes. Pravčická brána) - największej skalnej bramy w Europie. Przez miejscowość przechodzi szlak turystyczny
- czerwony - odcinek Europejskiego długodystansowego szlaku pieszego E3.